# Diplomatiskt protokoll

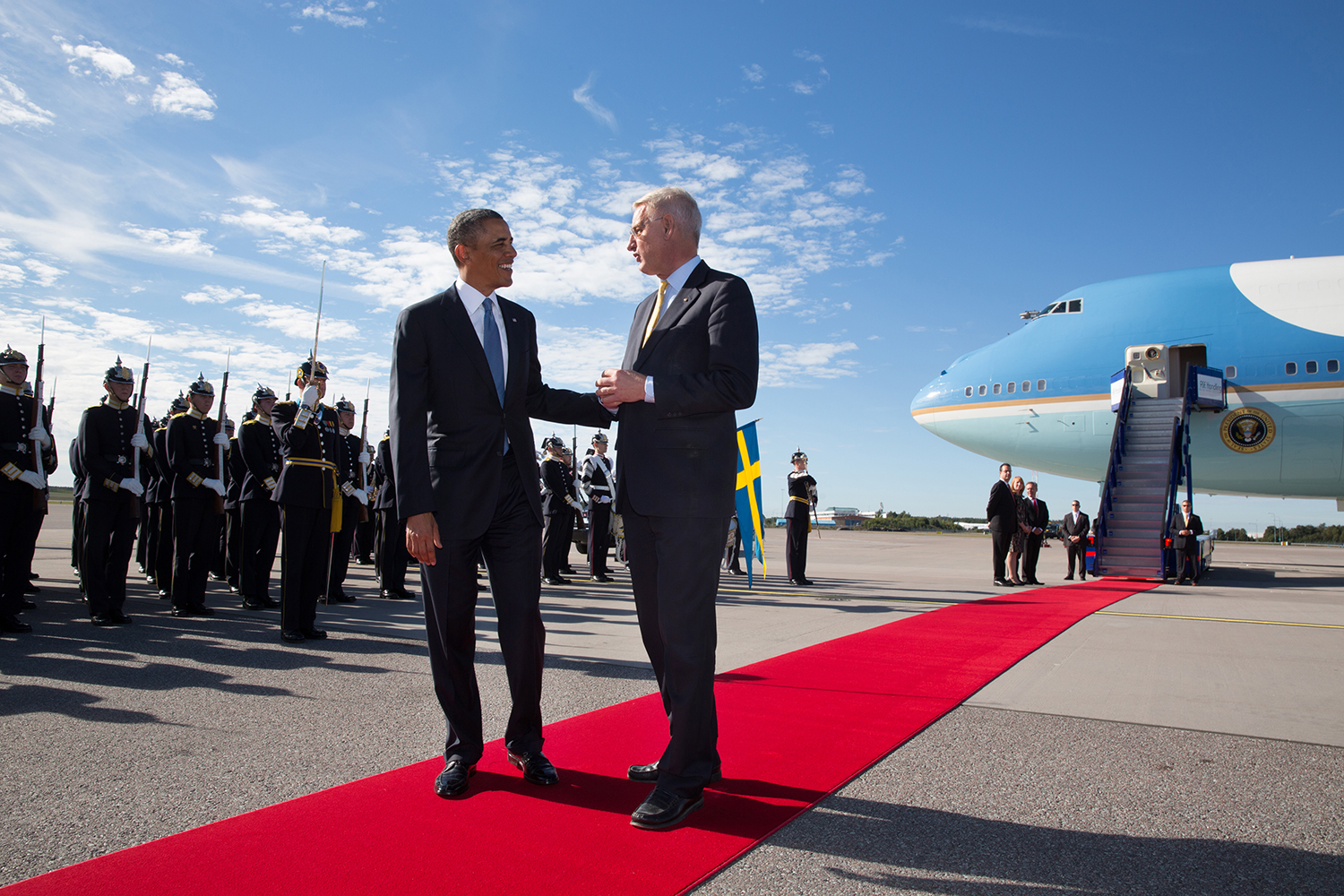
President Barack Obama tas emot av utrikesminister Carl Bildt på Arlanda 2013.

Diplomatiskt protokoll är ett regelverk och etikett som anger formerna för högtidliga ceremonier och officiella framträdanden i diplomatiska sammanhang.
En form av diplomatiska protokoll utförda av militär kallas Militära hedersbetygelser.
I Sverige hanteras det diplomatiska protokollet av Utrikesdepartementets protokollenhet, även kallat Protokollet. 